# السبل (إب)
السبل هي إحدى قرى الجمهورية اليمنية. وهي تتبع جغرافيًا لمحافظة إب. وإداريًا لمديرية بعدان. يبلغ تعداد سكانها 1145 نسمة حسب الإحصاء الذي جرى عام 2004.